# 里巴鲁伊
里巴鲁伊（法語：Ribarrouy，法語發音：[ʁibaʁwi]）是法国大西洋比利牛斯省的一个市镇，属于波城区。

## 地理
里巴鲁伊（43°31'20"N, 0°16'21"W）面积2.27 平方千米，位于法国新阿基坦大区大西洋比利牛斯省，该省份为法国东南部省份，涵盖了贝阿恩与北巴斯克，西临大西洋比斯開灣，北至朗德省，东北接热尔省，东临上比利牛斯省，南与西班牙接壤。
与里巴鲁伊接壤的市镇（或旧市镇、城区）包括：布埃伊-布埃约-拉斯克、克拉拉克、加尔兰、塔龙-萨迪拉克-维耶勒纳沃。

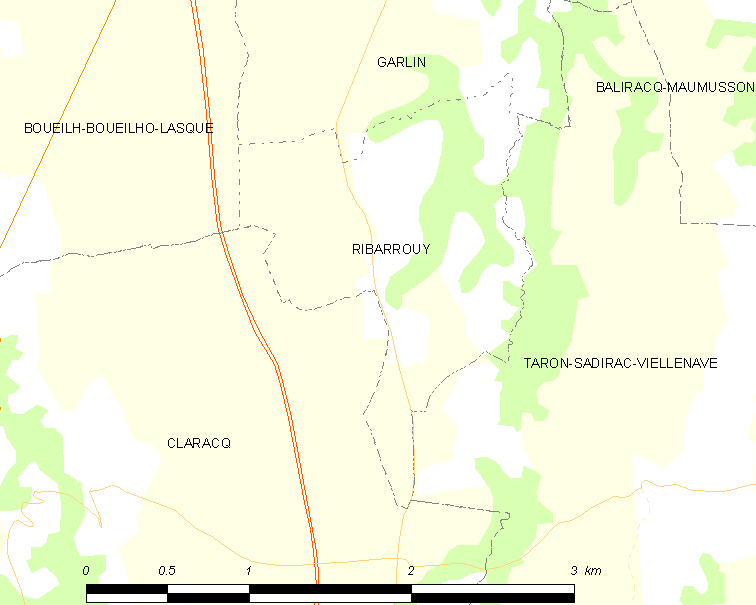
里巴鲁伊的OSM定位图

里巴鲁伊的时区为UTC+01:00、UTC+02:00（夏令时）。

## 行政
里巴鲁伊的邮政编码为64330，INSEE市镇编码为64464。

## 政治
里巴鲁伊所属的省级选区为吕伊河土地和维克比伊山坡县。

## 人口

1962-2008年间里巴鲁伊人口变化图示

里巴鲁伊于2022年1月1日时的人口数量为81人。